# Novi Beče, Banatul Central
Novi Beče  (maghiară Törökbecse sau Aracs, germană Neu-Betsche sau Aratsch, română Becșa sau Araci) este o localitate în Districtul Banatul Central, Voivodina, Serbia.

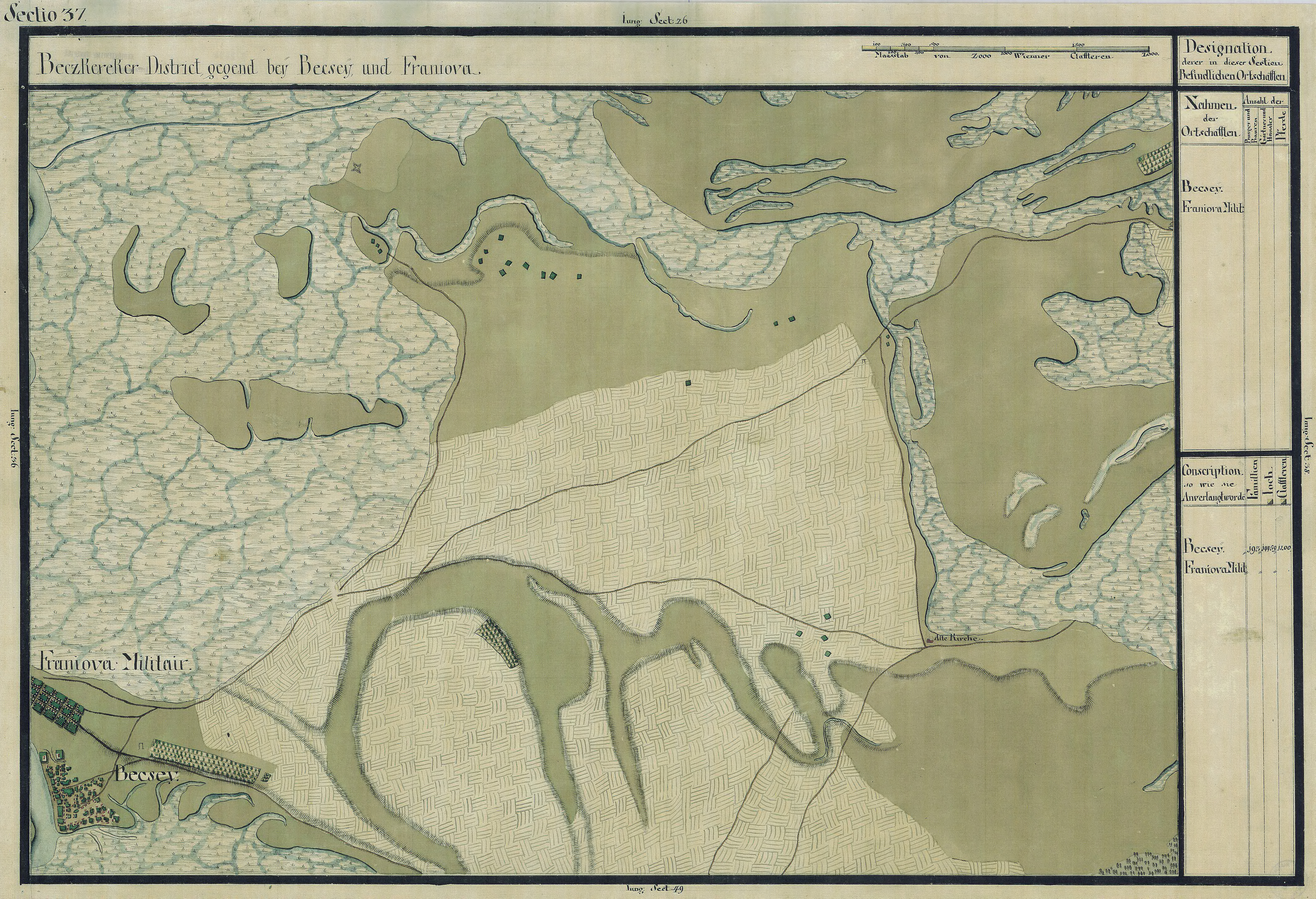
Novi Beče în Harta Iosefină a Banatului, 1769-72